# Panarea
Panarea (tal. Isola di Panarea) je talijanski otok u Tirenskom moru. Najmanji je od 7 naseljenih otoka u skupini Liparskih otoka. Otočje se nalazi sjeverno od Sicilije i čini ga osam vulkanskih otoka. Administrativno pripada općini Lipari.
Na otoku ima oko 280 stalnih stanovnika, koji na otoku provode cijelu godinu, a ljeti, u vrijeme turističke sezone, se broj stanovnika značajno povećava.

## Zemljopis
Otok je zapravo neaktivni vulkan. Površina otoka je 3,4 km2, a najviši vrh otoka je Punta del Corvo (421 mn/m).

## Povijest
Postoje arheološki dokazi da je otok bio naseljen još u doba Mikenske civilizacije, 1200 godina pr. Kr.
U vrijeme Stare Grčke, otok se zvao "Euonymos", a obližnji otočić Basiluzzo, s kojim se upravljalo s Panaree "Hycesia".
Otok su kasnije naselili Rimljani. S propašću Rimskog Carstva, raste broj pirata, pa život na otoku postaje nepodnošljiv i stanovnici ga napuštaju. 
Godine 2000., Panarea i cijelo otočje je uvršteno u UNESCO-ov popis Svjetske baštine. Kao posljedica toga, gradnja i razvoj otoka su vrlo striktno regulirani.

## Turizam i turističke atrakcije
Na otoku se, u blizini naselja Punta di Peppe e Maria, nalaze termalni izvori. Ronjenje je također popularna turistička aktivnost, koja uključuje i obilaske brodske olupine između hridi Lisca Bianca i Bottaro.
U zadnjih nekoliko godina, otok su počeli posjećivati i mnoge poznate osobe, doprinoseći time njegovoj popularnosti među turistima.
Godine 2011., časopis W je otok opisao kao "epicentar naj šik scene na Mediteranu."

## Poveznice
- Dodatak:Popis otoka u Italiji
- Dodatak:Popis vulkana u Italiji

## Vanjske poveznice
- panarea.com (tal.)
- Panarea volcanic island, Italy (engl.)